# S/S Per Brahe

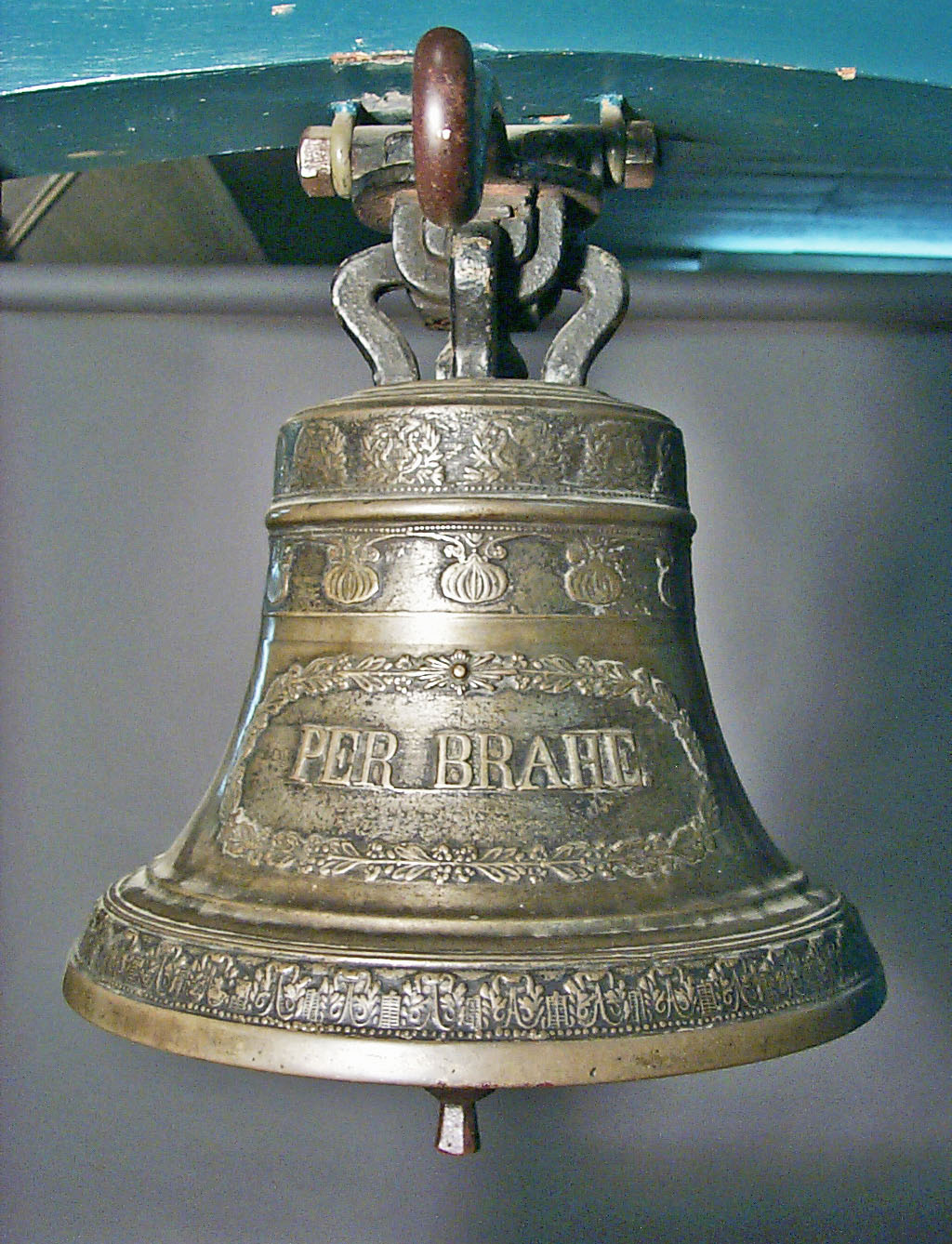
Per Brahes skeppsklocka

S/S Per Brahe var ett svenskt ångfartyg, byggt på Motala Verkstad 1855–1857. Det gick främst i trafik på Vättern, med passagerare och/eller fraktgods.
Fartyget uppmärksammades för sin förlisning 1918, då samtliga 24 ombordvarande (inklusive John Bauer med familj) omkom. Det bärgades senare, reparerades och sattes från och med 1924 åter i trafik – under namnet Östergyllen. Fartyget kom att byta namn fler gånger, 1927 till Kallerö, 1928 till Ostkusten och slutligen 1929 till Åland II, och gå i trafik även på olika delar av Östersjön. 1959 skrotades fartyget och höggs upp.

## Historik
Per Brahe började byggas 1855 och skulle ha varit klart för leverans i maj 1856, men förseningar uppstod och leverans skedde först 1857. 

### Förlisningen 1918
Natten mellan 19 och 20 november 1918 förliste Per Brahe i Vättern strax utanför Hästholmen. 
Uppgifter i cirkulation om fartyget
Det var vid den här tiden inte ovanligt att fartygen på Göta kanal tog ombord mer last än vad fartygen var byggda och avsedda för. Ett bonussystem gav kaptener och styrmän provision på intäkterna för det transporterade godset. För att inte äventyra fartygens stabilitet ansågs det att två tredjedelar av lasten borde stuvas under däck och att endast en tredjedel skulle placeras uppe på däck. Inte sällan kunde förhållandet vara det omvända. Då gods skulle lastas av och på vid nästan alla hamnar gick omlastningarna snabbare, om så mycket som möjligt av lasten befann sig på däck.
Flera berättelser återger hur tungt just Per Brahe inte sällan lastades. Redan under sin första resa 1858 hade Per Brahe lastats så tungt att hon fastnade i kanalen vid Norsholm. Man hade då bett slussvakten att "släppa på mera vatten". Denne hade svarat att "i kanalen fanns 10 fot djupt vatten och att mera icke kunde åstadkommas".
Under sommaren 1917 var fartyget vid ett tillfälle i Gränna hamn lastat så tungt att det inte kunde avsegla, eftersom det stod på hamnens botten.
Från ett annat tillfälle berättas att man lämnat Köping med 120 ton tackjärn ombord. Fartyget låg då mellan 11 och 12 fot djupt i vattnet. Då man passerade sjön Galten vid Slätbaken där någon sjögång rådde gick sjön in över mellandäck så att passagerarna fick vada fram. Vid ankomst till Mem tvingades man lasta av 30 ton av lasten för att kunna komma in i kanalen vars djup är 10 fot.
Vid Mem stötte Per Brahe en gång så hårt mot botten att hon behövde besöka Bergsunds Mekaniska Verkstad i Stockholm för reparation. En besättningsman berättade senare att han samtalat med en varvsarbetare som påstått att lastsiffrorna på fartyget hade flyttats, i så fall ett försök att undvika att visa att fartyget gick överlastat.
Under resa mot Stockholm i november 1917 hade Per Brahe lastats så tungt, att hon ideligen stötte kölen mot kanalens botten. Till slut tvingades fartyget stoppas för att invänta Viktor Rydberg för att kunna ta över en del av Per Brahes last.
Förlisningen
Den 19 november 1918 lastade Per Brahe i Jönköping bland annat järnspisar, plogbillar och symaskiner. Allt gods fick inte plats i lastrummen. På däck lastades bland annat ett stort antal tunnor med fruktmos. På kvällen samma dag anlände Per Brahe till Gränna där ytterligare last togs ombord, bland annat sex ton potatis och två ton päron. I Gränna steg även ytterligare passagerare ombord, inklusive John Bauer med familj på väg till Stockholm. Familjen hade ursprungligen avsett att göra resan med tåg, men efter en svår tågolycka vid Getå samma höst hade det bedömts som säkrare att färdas sträckan med båt.
Vid 23-tiden lämnade fartyget Gränna för att gå till Hästholmen. Vindstyrkan hade då nått stormstyrka. Ombord fanns 24 personer, besättningen inräknad. 
Per Brahe kom inte fram till Hästholmen. Dagen därpå upptäcktes vrakgods i Vättern omkring 500 meter utanför Hästholmen. Fartyget bärgades 12 augusti 1922. Man kunde då få en bild av vad som inträffat. Sedan fartyget svängt in mot Hästholmen hade fartyget fått vinden, som nått stormstyrka, från sidan. Däckslasten, som inte surrats, hade förskjutits mot styrbords reling. Gods på fördäck hade gått överbord med följd att förskeppet lättade och fartyget sjönk med aktern före. Samtliga 24 ombordvarande omkom. De flesta tros ha blivit instängda i fartyget genom att däckslasten hade förskjutits och blockerat dörrarna. Senare undersökningar har indikerat att kanske inte mer än en tredjedel av lasten stuvats under däck medan kanske så mycket som två tredjedelar lastats osurrad uppe på däck.

### Bärgningen

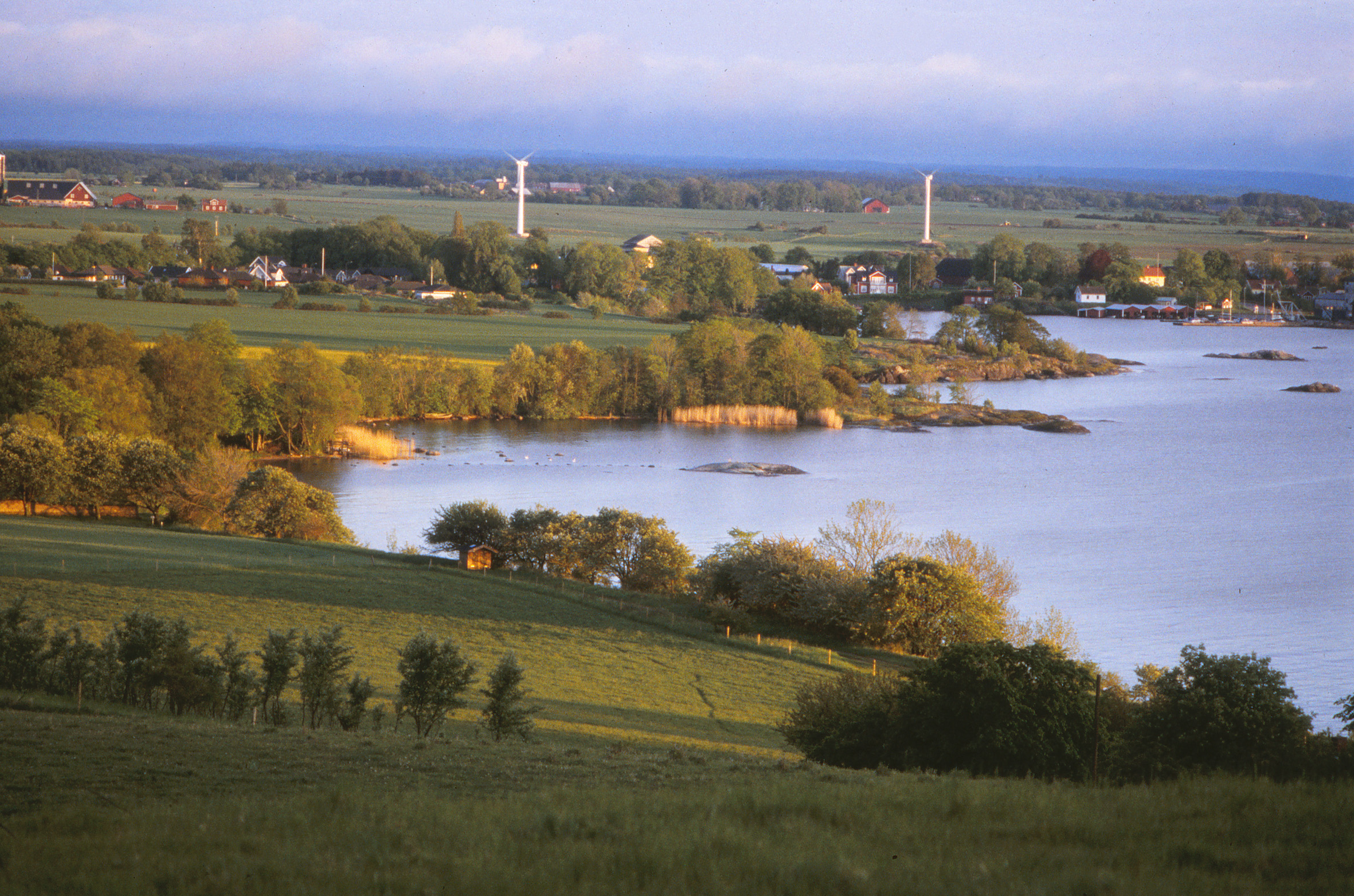
Utsikt från Omberg, söderut mot Hästholmen

Den 26 november 1918 fann man vid draggning vraket av Per Brahe på 32 meters djup. Dykare gick ner och kunde konstatera att fartyget låg på rätt köl med fören två meter högre än aktern. Under sommaren 1921 gjordes ett misslyckat försök att bärga vraket.
Under augusti 1921 bildade ett antal godsägare och storbönder i trakten kring Hästholmen Andelsföreningen Per Brahe u.p.a. Avsikten var att bärga vraket. Den 8 juni 1922 påbörjades bärgningen av vraket. Det första som bärgades var en symaskin ur lasten. Under juli försökte man lyfta vraket men arbetet försenades av stormar och skador på materiel. 21 juli släppte Per Brahes skrov från bottenleran. Från 32 meters djup lyftes fartyget till 12 meters djup av galeaserna Carl Gustaf och Don Carlos och fördes ca 40 meter närmare land. Därefter lyftes fartyget till 6 meters djup. Då stack masten upp tio meter över vattenytan och skorstenen två meter. 
Bärgningen, som refererades i bland annat Östgötabladet av Sven Jerring, väckte en enorm uppmärksamhet. Journalfilmer visades på biografer. Extratåg sattes in från Linköping. Ångfartygen Wisingsborg, Trafik och Motala Express gjorde "lustresor" till Hästholmen för dem som ville se bärgningsarbetet på närmare håll. Motorbåtar med nyfikna gick så nära bärgningsplatsen att avgaserna från deras motorer kom ner till dykarna som ibland fick tas upp för att andas frisk luft. En bärgad symaskin slogs i bitar som såldes för en krona biten.
Söndagen 30 juli var en folkfest; extratåg gick från Norrköping till Hästholmen och båtar till bärgningsplatsen var fullastade med åskådare. Tre personer åtalades senare för olaga pilsnerförsäljning. Fram till slutet av juli beräknades att mer än 20 000 åskådare hade besökt platsen för att se det pågående bärgningsarbetet.
Under början av augusti avslutades bärgningen i lugnt tempo inför mängder av åskådare som följde bärgningen från land.

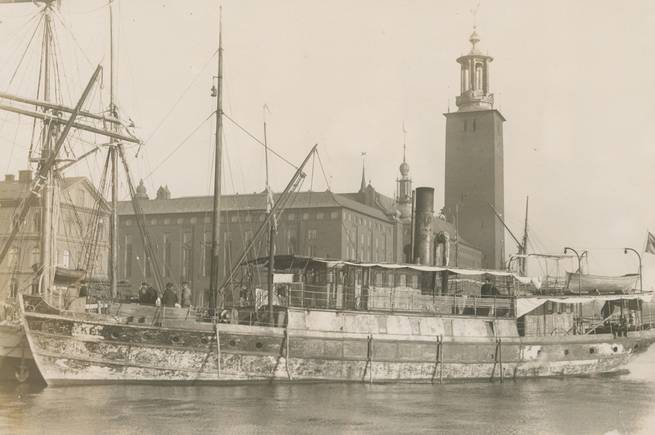
S/S Per Brahe i Stockholm efter bärgningen.

Under senare delen av augusti länspumpades och rengjordes vraket, ångpannan proveldades och maskinen befanns vara intakt.
Andelsföreningen Per Brahe u.p.a. var nu ägare till vraket. En auktion på bärgat gods från vraket hölls 16 september 1922 i Hästholmen. Dagen därpå påbörjade Per Brahe för egen maskin en makaber uppvisningsturné vars syfte var att få in ytterligare medel för att täcka bärgningskostnaderna och att finansiera planerade reparationer av fartyget. Efter besök i Jönköping, Gränna, Hjo, Karlsborg, Vadstena och Motala gick hon vidare till Linköping, Norrköping, Söderköping och Stockholm innan hon återvände till Hästholmen. Efter uppvisningsturnén lades Per Brahe i torrdockan i Motala där omfattande reparationer utfördes.

### Efter förlisningen

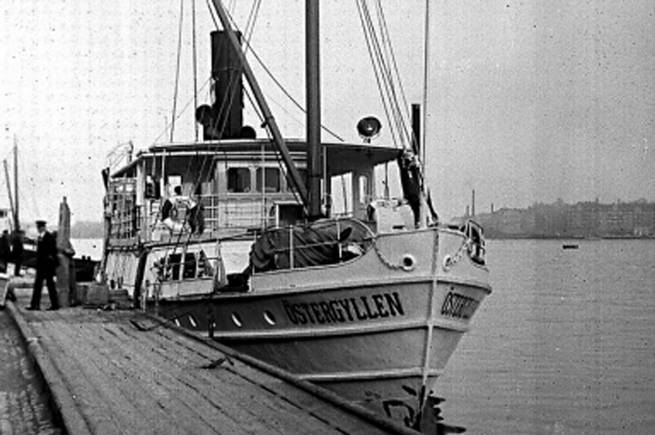
S/S Östergyllen efter ombyggnad 1924

Den 2 maj 1923 gick Per Brahe till Bastedalens varv i Bastedalen för ombyggnad. Andelsföreningen Per Brahe u.p.a. upplöstes och fartyget övertogs av ett partrederi med Karl A Johansson i Hästholmen som huvudredare. Då fartygets ombyggnad 31 maj 1924 var genomförd döptes det till Östergyllen och sattes i trafik på linjen Jönköping–Askersund–Norrköping–Stockholm.
Att få passagerare till ett tidigare olycksdrabbat fartyg var trots ombyggnad och nytt namn svårt. År 1927 såldes fartyget till AB Olex i Stockholm där hon döptes om till Kallerö och sattes i trafik på linjen Stockholm–Östhammar–Hallstavik–Arholma.
Redan året därpå, 1928, såldes fartyget till ett partrederi i Stockholm med C. Hallberg som huvudredare. Fartyget döptes om till Ostkusten och sattes i trafik på linjen Stockholm–Nyköping–Norrköping.
År 1929 såldes fartyget igen. Nu till Ångbåts AB Åland i Mariehamn. Fartyget döptes om till Åland II och sattes i trafik mellan Åbo och Mariehamn via många skärgårdsbryggor samt gjorde lustresor till Kökar och Kastelholm. År 1948 försågs fartyget med en ny ångmaskin om 216 hk. I Finland visade sig Åland II vara en ihärdig arbetshäst. Först år 1959 såldes fartyget för upphuggning. Hon hade då under mer än 20 år varit Finlands äldsta ångfartyg.

## Tidslinje
- 1857 Fartyget gjorde sin jungfruresa Jönköping-Stockholm den 16 juni
- 1870 Fartyget byggdes om och fick styrhytt och passagerarsalong på övre däck.
- 1888 Förenade Ångfartygsbolaget övertogs av A P Svensson och namnändrades till Jönköpings Förenade Ångfartygs AB även detta med säte i Jönköping.
- 1899 Efter det att Jönköpings Förenade Ångfartygs AB gått i konkurs köptes fartyget av skeppsklarerare A Andersson i Jönköping.
- 1899 Per Brahe köptes för 25 000 kr av Ångbåts AB Jönköping-Stockholm i Jönköping och sattes i trafik på linjen Stockholm-Jönköping.
- 1912 Per Brahe sattes in på sträckan Jönköping-Visingsö-Gränna.
- 1913 Per Brahe köptes av kapten A E Hellberg i Jönköping för 30 000 kr.och överläts samma månad till Ångbåts Aktiebolaget Vista i Jönköping.
- 1914 Per Brahe återköptes av Ångbåts AB Jönköping-Stockholm för 30 000 kr.
- 1914 Ångbåts AB Jönköping-Stockholm gick upp i Ångfartygs Aktiebolaget Göta Kanal.
- 1917 Per Brahe grundstötte vid Mem. Grundstötningen resulterade i att Per Brahe måste tas in till Bergsunds Mekaniska Verkstad i Nacka, Stockholm, för reparationer. Några spant reparerades och några bottenplåtar byttes ut. Samtidigt installerades en grövre styrkätting, akterdäcket byttes ut och ångpannan sågs över.
- 1918 Per Brahe kolliderade den 17 augusti på Skepnafjärden utanför Nyköping med en segelkutter. Kuttern, som gick med släckta lanternor, klövs i två delar. Två av de tre personerna ombord på kuttern räddades medan bagaren A Eriksson omkom.
- 1918 Per Brahe förliste natten mot den 20 november utanför Hästholmen vid Vättern och sjönk.
- 1922 Bärgningen av vraket påbörjades den 8 juni.
- 1922 Andelsföreningen höll i Hästholmen den 16 september en auktion på bärgat gods från Per Brahe. Auktionen inbringade långt ifrån de summor andelsföreningen förväntat.
- 1923 Fartyget köptes av ett partrederi med Karl A Johansson i Hästholmen som huvudredare för 14 000 kr. Fartyget lämnade Vadstena för att gå till Bastedalens varv  i Närke för ombyggnad.
- 1924 Fartyget var färdigrenoverat vid Bastedalens varv. Det döptes till Östergyllen och sattes i trafik på linjen Jönköping-Askersund-Norrköping-Stockholm.
- 1926 Under en resa från Motala till Stockholm med last av tyger från Asps klädesfabrik i Motala, gick Östergyllen på grund i Södermanlands skärgård. Fartyget fick 45 graders slagsida. Sedan lasten lossats drogs fartyget flott av bärgningsångaren Ajax och togs till Nyköping för reparation.
- 1927 Fartyget köptes av AB Olex (Frans Nilsson) i Stockholmför 10 000 kr. Det döptes om till Kallerö och sattes i trafik på linjen Stockholm-Östhammar-Hallstavik- Arholma.
- 1928 Fartyget köptes av Elna Karlsson i Stockholm. Det döptes om till Ostkusten och sattes i trafik på Stockholm-Nyköping-Norrköping.
- 1929 Fartyget köptes av Ångbåts AB Åland i Åbo, Finland för 14 000 kr. Det döptes om till Åland II. och sattes in på linjen Åbo-Mariehamn
- 1930 Åland II byggdes om vid Cricton-Vulcan i Åbo. Fartyget fick inbyggd kommandobrygga och matsal på övre däck.
- 1948 Åland II lades upp och försågs med ny ångmaskin om 216 hk som ökade farten med 1,5 knop.
- 1958 Sista säsongen i trafik.

### Befälhavare i urval
- 1904–1912 John Axel Hedlund
- 1913–1918 Theodor Boija